# 蓋瑞·溫尼克
蓋瑞·溫尼克是美國的男性電子遊戲美術師、遊戲設計師。

## 生平
1974年蓋瑞·溫尼克與法蘭克·瑟羅柯（Frank Cirocco）共同成立一間名為Horizon Zero Graphiques的出版社，當時蓋瑞·溫尼克擔任了該出版社所發行之漫畫雜誌《Venture》的編輯；以及裡頭一些漫畫作品的劇本創作，之後也在後續發行的《Mindworks》漫畫雜誌裡處理美術方面事務。
離開Horizon Zero Graphiques後蓋瑞·溫尼克進入LucasArts（當時稱作Lucasfilm Games）開始從事電子遊戲的開發，起初蓋瑞·溫尼克多擔任遊戲美術、過場動畫方面的事務。1987年蓋瑞·溫尼克與同仁羅恩·吉伯特合作，創作一套描述數名青少年闖入一棟怪異大房裡；拯救被綁架到裡頭朋友的冒險遊戲《瘋狂大樓》，該遊戲續作《瘋狂時代》則在1993年發行，蓋瑞·溫尼克亦參與了其作品劇本的編寫。
在蓋瑞·溫尼克離開LucasArts後曾進入另間遊戲商Spectrum HoloByte擔任遊戲美術指導方面職務，之後1995年另與人聯合成立名為Orbital Studios的遊戲公司。1996年則再次成為過去創立之出版社Horizon Zero Graphiques的合夥人，並將其更名為Lightsource Studios。
之後蓋瑞·溫尼克有和過去在Horizon Zero Graphiques合作的法蘭克·瑟羅柯攜手，發表名為《Neomen》、《Bad Dreams》等漫畫作品。並有和在LucasArts的同仁羅恩·吉伯特再次合作，在公眾集資網站Kickstarter上發表要設計一款模仿過去在《瘋狂大樓》風格的冒險遊戲《銀蓮公園》專案，此專案之後成功湊足資金、並計畫在2016年發行。

## 參與作品

### 漫畫刊物
- Mindworks（1974年）：美術
- Venture（1974年）：編輯、劇本、美術
- Neomen（1987年）：劇本、美術
- Defenders of Dynatron City（1992年）
- Bad Dreams（2014年）：劇本、美術

### 電子遊戲
- Rescue on Fractalus!（1984年）：過場動畫
- Ballblazer（1985年）：美術
- The Eidolon（1985年）：美術、過場動畫
- Koronis Rift（1985年）：美術協助
- Habitat（1986年）：美術、過場動畫
- 魔王迷宮（1986年）：美術、過場動畫
- PHM Pegasus（1986年）：美術
- 瘋狂大樓（1987年）：專案合作人、美術、過場動畫
- 異形大進擊（1988年）：美術
- Pipe Dream（1989年）：美術
- 聖戰奇兵（1989年）：美術總管
- 紗之器（1990年）：角色設計、美術、過場動畫
- 猴島的秘密（1990年）：美術總管
- 星際大戰（1991年）：美術
- 猴島小英雄2：老查克的復仇（1991年）：美術總管
- Defenders of Dynatron City（1992年）：專案、美術、過場動畫
- 亞特蘭提斯之謎（1992年）：美術總管
- 瘋狂時代（1993年）：劇本
- National Lampoon's Chess Maniac 5 Billion and 1（1993年）：美術指導
- 銀河飛龍：下一代（1995年）：美術指導
- Dinonauts: Animated Adventures in Space（1995年）：設計、美術、執行製作人
- 未來小子（2007年）：劇情畫面專案管理
- 雷霆戰狗（2008年）：劇情畫面專案管理
- 銀蓮公園（2016年）：劇本、設計、美術